# Левашов, Василий Васильевич
Граф (с 1 июля 1833) Васи́лий Васи́льевич Левашо́в (1783—1848) — русский военный и государственный деятель из рода Левашовых, генерал от кавалерии (1831). Один из наиболее доверенных сотрудников императора Николая I, председатель Государственного совета (1847—1848) и председатель Комитета министров (1847—1848).

## Биография
Внебрачный сын действительного тайного советника и обер-егермейстера В. И. Левашова от связи с ученицей балетной школы Акулиной Семёновой. Родился в Петербурге, крещен 20 октября 1783 года в церкви Введения во храм Пресвятой Богородицы лейб-гвардии Семёновского полка при восприемстве отставного полковника Льва Васильевича Толстого и служительницы Левашова Марьи Васильевны. До 1798 года дети Левашова считались внебрачными и носили фамилию Карташёвых. Правительствующий сенат 5 августа 1798 года распорядился признать за ними дворянское достоинство и право на фамилию Левашовых.
В феврале 1799 года был записан в гражданскую службу губернским регистратором, однако уже с 13 марта 1801 года находился на действительной военной службе в звании майора в лейб-гвардии Кирасирском Её Величества полку.
15 декабря 1802 года был переведён в Кавалергардский полк чином штабс-ротмистра. В 1805 году участвовал с этим полком в Войне третьей коалиции, в том числе в битве под Аустерлицем. 29 марта 1806 года произведен в ротмистры. В 1806—1807 годах участвовал в сражениях Войны четвёртой коалиции, в том числе в сражениях при Пултуске, Янкове, Ландсберге и Прейсиш-Эйлау, затем переведён под начало Матвея Платова, атамана войска Донского. В составе его войск сражался при Гуттштадте и Пассенгейме, 5 ноября 1808 года получил чин полковника.

На момент начала в 1812 году Отечественной войны возглавлял один из полков 1-й кирасирской дивизии в составе 5-го корпуса 1-й Западной армии. Принимал участие в битвах под Витебском, Смоленском, а также при Бородине, под Тарутином, Малоярославцем, Красным. Получил 21 ноября 1812 года орден Святого Георгия 4-го класса 
в воздаяние ревностной службы и отличия, оказанного в сражении против французских войск 1812 года августа 26 при селе Бородине, где, после смерти командира Кавалергардского полка, полковника Левенвольда, собрав оный полк под картечными выстрелами, с примерным мужеством наступал на неприятеля и опрокинул оного.
26 декабря 1812 года произведен в генерал-майоры. Сражался под Лютценом, Бауценом и Дрезденом во время заграничных походов русской армии, получив два ранения в Битве народов под Лейпцигом: сабельное в руку и пулевое в грудь. В 1814 году сражался при Бриенн-ле-Шато, Труа, Арси-сюр-Обе, Фер-Шампенуазе, участвовал во взятии Парижа. 15 июля 1813 года назначен шефом Новгородского кирасирского полка.
С 25 апреля 1815 года по 23 мая 1822 года занимал должность командира лейб-гвардии Гусарского полка, расквартированного в Царском Селе, где заведовал обучением верховой езде лицеистов первого выпуска. 18 февраля 1817 года был произведён в генерал-адъютанты, с 17 июля 1818 года по 26 сентября 1823 года командовал 2-й бригадой гвардейской лёгкой кавалерийской дивизии. С 1821 года участвовал в военных судах. Будущий декабрист А. П. Беляев вспоминал, что в те годы Левашов любил пустить пыль в глаза своим молодечеством:
Мне, как дикарю, особенно нравился генерал Левашов, командир Лейб-гусарского полка, который был очень красив, имел щёгольские черные усы и всегда воинственно гремел по каменной лестнице своею саблею, что заставило меня составить о его геройстве самое высокое понятие, хотя и не знаю, верно ли.
14 декабря 1825 года, в день восстания декабристов, находился в составе окружения Николая I и расположении гвардейского корпуса. 1 января 1826 года произведен в генерал-лейтенанты за участие в успешном подавлении восстания, впоследствии входил в состав следственной комиссии по делу восставших; ему приписывается активное участие в принятии решения о казни зачинщиков восстания. С 1 июля 1826 года по 5 января 1831 года возглавлял силы 1-й кирасирской дивизии. 1 июля 1827 года получил должность начальника берейторской школы. 15 февраля 1832 года назначен Киевским военным губернатором и одновременно генерал-губернатором Подольским и Волынским. 1 июня 1833 года был возведён в графское достоинство. 6 декабря 1833 года произведен в генералы от кавалерии. 3 декабря 1835 года назначен черниговским, полтавским и харьковским генерал-губернатором, в каковой должности состоял до 29 октября 1836 года.
1 января 1838 года назначен членом Государственного совета, а 27 января 1839 года возглавил Департамент экономии. Впоследствии служил в качестве председателя Государственного совета, комитета государственного конезаводства (с 12 мая 1841 года), в последние годы жизни входил в состав комитетов министров и «18 августа». С 27 января 1842 года входил в состав комиссии, курировавшей строительство железной дороги из Петербурга в Москву. В январе 1847 года достиг максимума политического влияния, возглавив Государственный совет. Примерно тогда же, за год до кончины, приобрёл под Петербургом усадьбу Осиновая Роща. Похоронен в Духовской церкви Александро-Невской лавры в Петербурге.
В 1833 году возведён в графское Российской империи достоинство с правом передачи титула по наследству. У обоих его сыновей родились только дочери, в связи с чем Правительствующий сенат в 1895 году постановил передать титул «граф Левашов» младшему сыну графини Марии Владимировны Левашовой от брака с князем Л. Д. Вяземским — князю Владимиру Вяземскому (1889—1960). Его внучка Анна Левашова-Вяземская (род. 1947) более известна под французским именем Анна Вяземски.
- 8 февраля 1799 года — вступил в службу губернским регистратором.
- 10 октября 1800 года — коллежским асессором.
- 13 марта 1801 года — майором в Лейб-Кирасирский полк.
- 15 декабря 1802 года — переведён штабс-ротмистром в Кавалергардский полк.
- 29 марта 1806 года — ротмистром.
- 5 ноября 1808 года — полковником, в том же полку.
- 26 декабря 1812 года — генерал-майором.
- 10 сентября 1813 года — назначен шефом Новгородского кирасирского полка.
- 25 апреля 1815 года — в л.-гв Гусарский полк полковым командиром.
- 18 февраля 1817 года — генерал-адъютантом.
- 17 июля 1818 года — командиром 2-й бригады гвардейской кавалерийской дивизии.
- 23 мая 1822 года — уволен от командования полком.
- 21 октября 1822 года — уволен от командования бригадой.
- 24 мая 1824 года — назначен командиром 2-й бригады лёгкой кавалерийской дивизии и л.-гв. Гусарского полка.
- 1 января 1826 года — генерал-лейтенантом.
- 1 июля 1826 года — начальником 1-й кирасирской дивизии.
- 1 июля 1827 года — главным начальником Гвардейской берейторской школы.
- 8 февраля 1831 года — временным военным губернатором Подольской и Волынской губерний, с управлением гражданской частью.
- 22 января 1832 года — назначен Киевским военным губернатором и генерал-губернатором Подольским и Волынским.
- 4 февраля 1832 года — назначен управлять гражданской частью в Киевской губернии.
- 1 июля 1833 года — за отлично усердную, ревностную и полезную службу возведён, с нисходящим от него потомством, в графское Российской империи достоинство.
- 6 декабря 1833 года — произведён в генералы от кавалерии, с оставлением в прежних должностях и звании.
- 9 июня 1835 года — от означенных должностей уволен, с оставлением в звании генерал-адъютанта.
- 9 декабря 1835 года — повелено быть Черниговским, Полтавским и Харьковским генерал-губернатором.
- 29 октября 1836 года — уволен от этой должности.
- 1 января 1838 года — повелено быть членом Государственного совета и присутствовать по Департаменту экономии.
- 27 января 1839 года — председателем Департамента экономии.
- 28 января 1839 года — членом Комиссии для построения Исаакиевского собора.
- 7 июля 1839 года — членом Комитета финансов.
- 12 мая 1841 года — повелено председательствовать в Комитете о коннозаводстве Российском (впоследствии Комитет государственного коннозаводства).
- 27 января 1842 года — повелено быть членом Комиссии о построении С.-Петербурго-Московской железной дороги.
- 28 октября 1846 года — председателем особого Комитета, учреждённого для рассмотрения устройства соляной части в России.
- 31 декабря 1847 года — повелено председательствовать в Государственном совете на 1848 год, с оставлением и в звании председателя Департамента экономии.
- 26 сентября 1848 года — высочайшим приказом исключён из списков умершим (умер 23 сентября).

## Семья

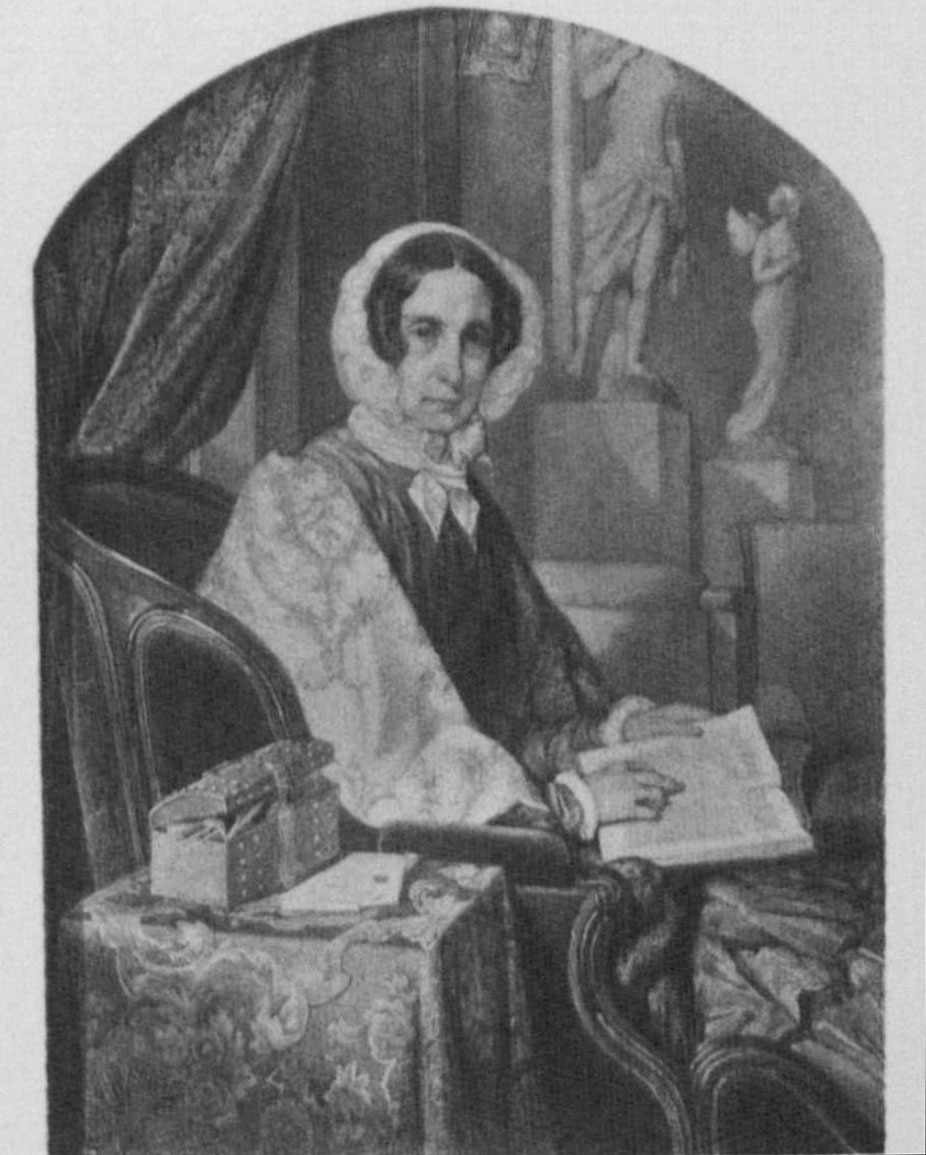
Авдотья Васильевна Левашова, 2-я жена

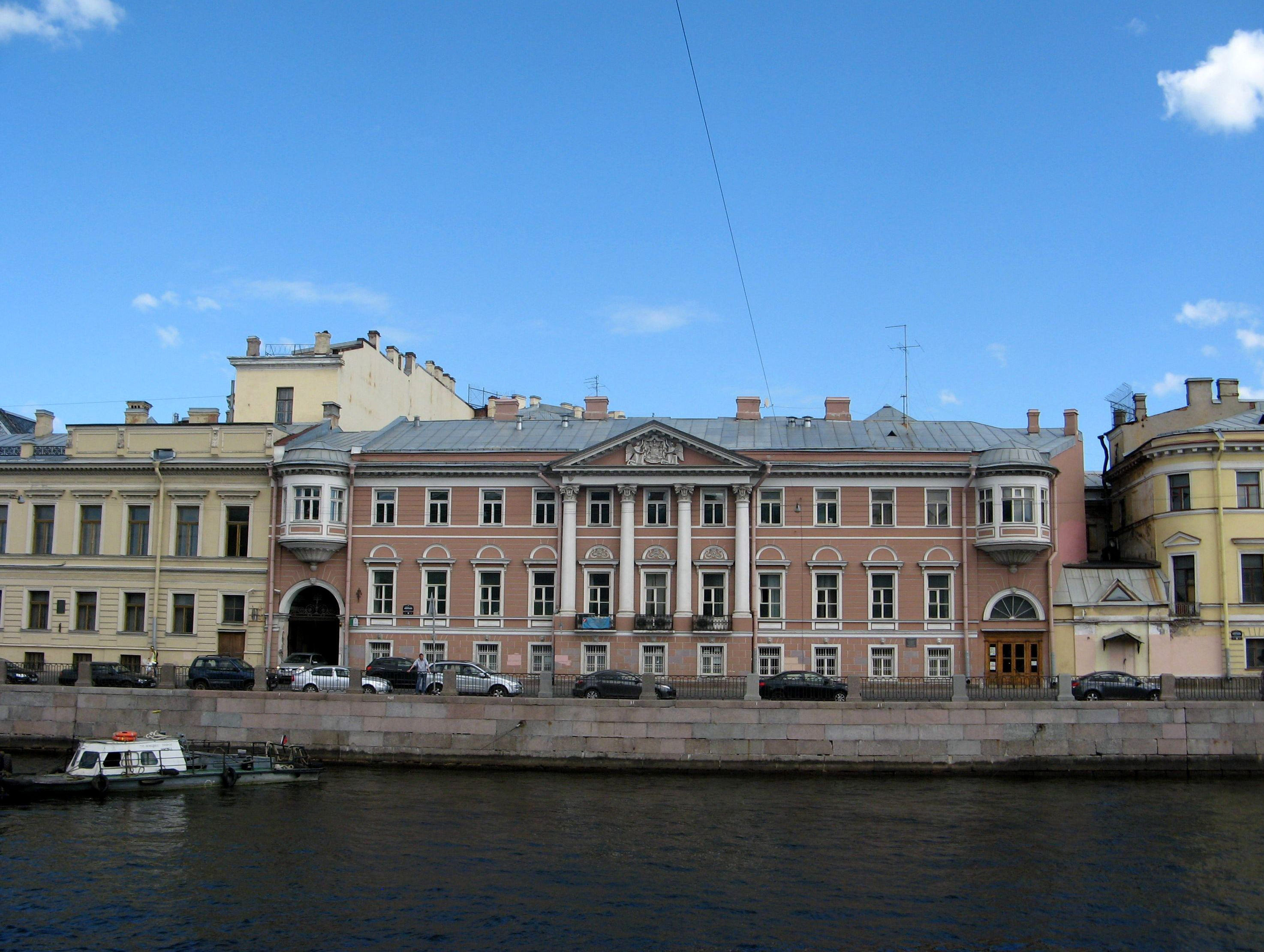
Дом Авдотьи Пашковой на Фонтанке

Был женат дважды на богатых наследницах, благодаря чему стяжал значительное состояние, и имел четырёх детей:
Первая жена (с 19 апреля 1821) — Екатерина Петровна Мятлева (26.11.1800—29.03.1822), внучка генерал-фельдмаршала И. П. Салтыкова и дочь П. В. Мятлева (1756—1833). Венчались в Петербурге в Исаакиевском соборе. Умерла от горячки после двух месяцев болезни после родов.
- Александра Васильевна (13.01.1822—11.11.1880), крестница императрицы Марии Фёдоровны[6], фрейлина двора, замужем (с 23 мая 1843 года)[7] за коллежским асессором Александром Александровичем Балашовым (1812—1854). По словам барона М. Корфа, была «премиленькое существо, которую родители просто продали Балашову, сыну пресловутого некогда министра полиции, человеку ничего не значащего, отставному поручику, распутному и гадкому, даже вонючему, но с доходом в 250 тысяч в год»[8].

Вторая жена (с 26 мая 1824 года) — Авдотья Васильевна Пашкова (1797—23.05.1868), дочь В. А. Пашкова от брака с графиней Е. А. Толстой. Занимала высокие посты при дворе, кавалерственная дама ордена св. Екатерины 2 ст. (22.08.1826) и статс-дама (20.04.1848); благотворительница, открывшая в 1833 году в Киеве училище для бедных девиц. Была женщина «верх любезности, тонкого светского ума и предупредительности, дом которой по своей непринужденности, веселости, роскоши угощения и отличной прислуги был едва ли не приятнейший в Петербурге. В нём господствовало настоящее русское гостеприимство, а хозяйка и хозяин были точно хозяева, тогда как в других больших домах было не различить их от гостей». Умерла от воспаления легких, похоронена рядом с мужем на кладбище Духовской церкви Александро-Невской лавры в Петербурге. Дети:
- Екатерина Васильевна (1826—1853), фрейлина, с 1846 года замужем за генерал-лейтенантом светлейшим князем Борисом Голицыным (1819—1878), сыном Д. В. Голицына.
- Николай Васильевич (1828—1888), генерал от инфантерии, начальник штаба Отдельного корпуса жандармов и управляющий 3-м отделением Собственной Е. И. В. канцелярии.
- Владимир Васильевич (1834—1898), генерал от артиллерии, кутаисский губернатор, одесский градоначальник. Был женат на графине Ольге Викторовне Паниной (1836—1904), дочери министра юстиции В. Н. Панина.

Дети
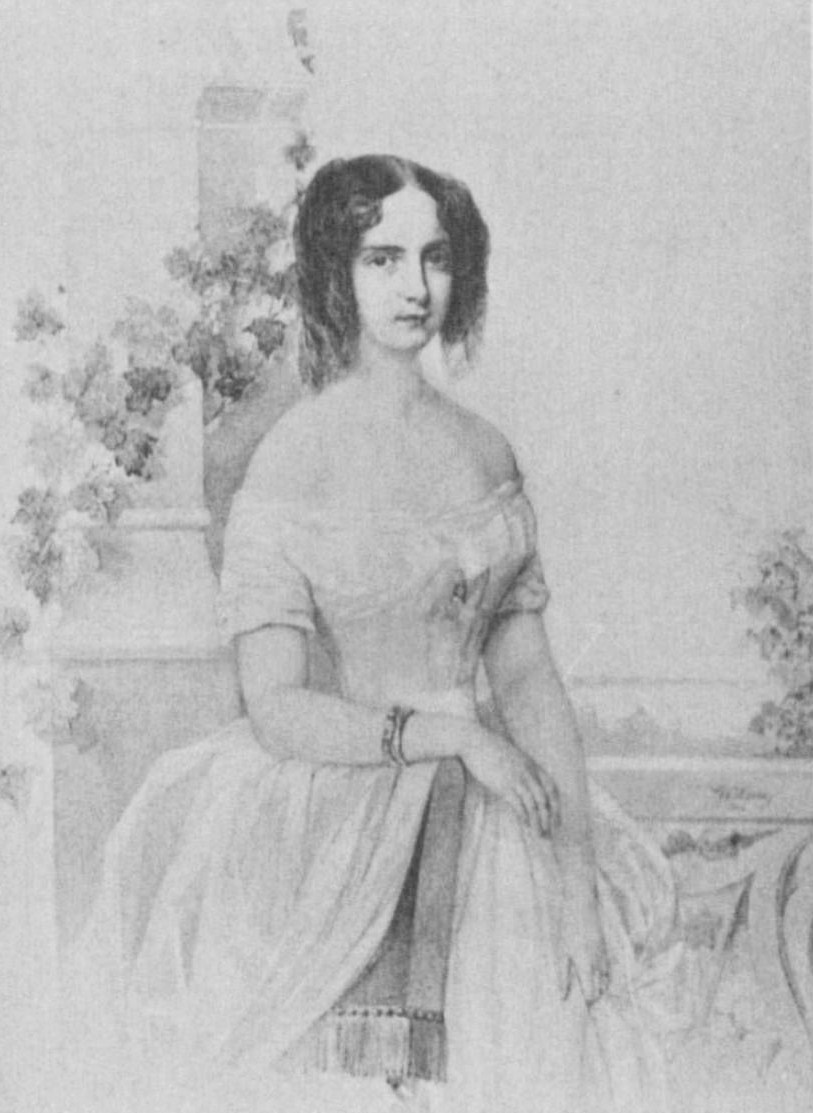
Екатерина Васильевна дочь
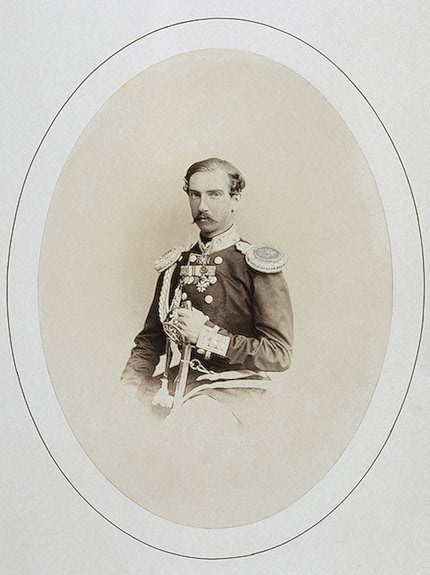
Николай Васильевич, сын
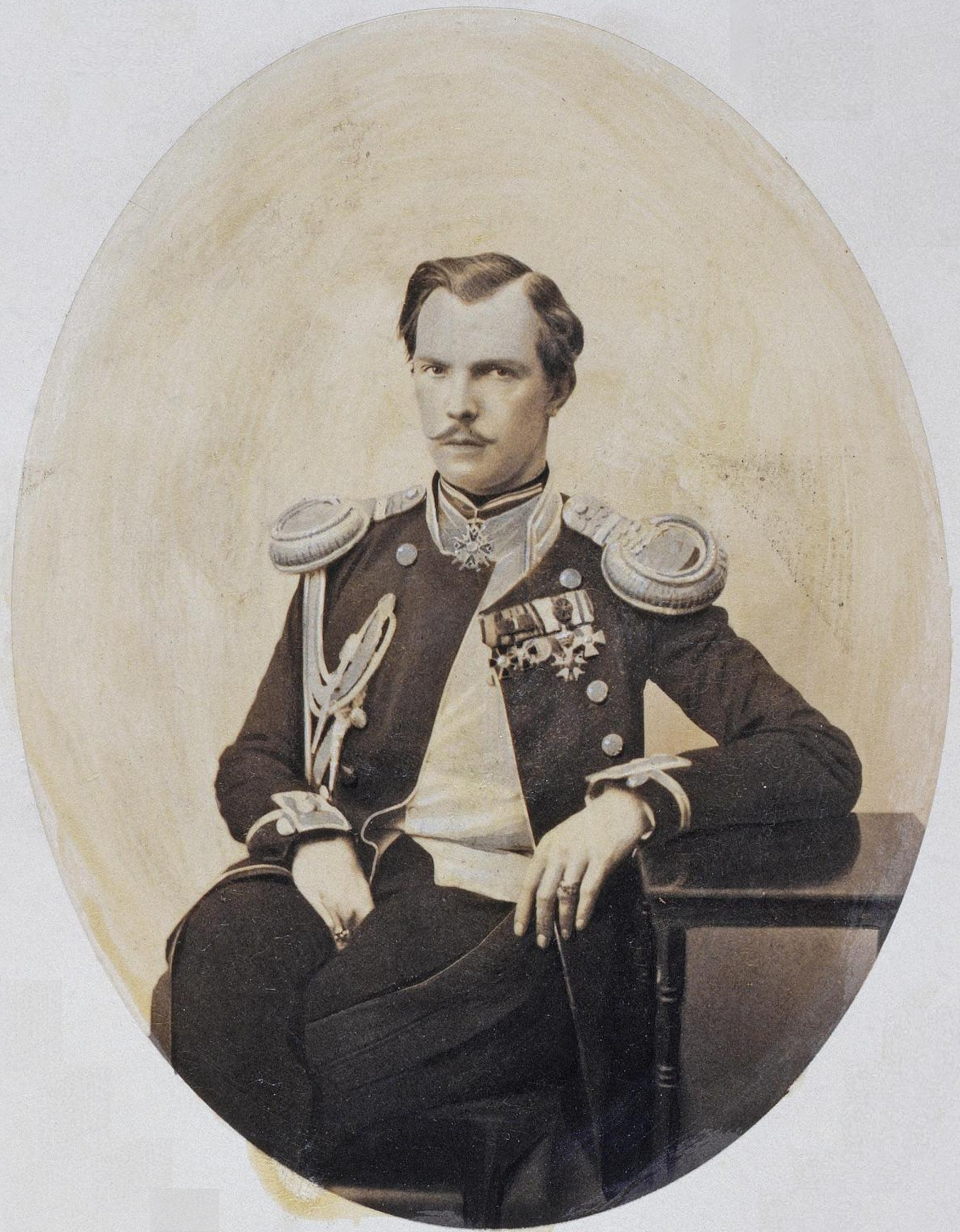
Владимир Васильевич, сын

## Награды
- Ордена: Св. Андрея Первозванного с алмазами, Св. Владимира 1-й ст., Св. Александра Невского, Св. Анны 1-й ст. с алмазами, Св. Владимира 3-й ст., Св. Георгия 4-го кл.; Св. Владимира 4-й ст. с бантом, Св. Анны 3-й ст., прусские — Pour le Mérite и Красного орла 2-й ст., баварский Военный орден Максимилиана Иосифа 3-й ст., ганноверский Гвельфов, нидерландский Льва; золотые шпага и сабля «за храбрость» с алмазами[11]; знак отличия «за XXX лет беспорочной службы».

## Образ в кино
- «Звезда пленительного счастья» — актёр Виктор Терехов